# Nigel Holmes
Nigel Holmes (* 15. Juni 1942 in Swanland, England) ist ein britisch-amerikanischer Grafikdesigner, der für seine Arbeit im Bereich der Informationsgrafik und -design bekannt ist. Nach seinem Abschluss am Royal College of Art 1966 arbeitete er als freiberuflicher Designer und Illustrator, bevor er 1977 zum Time Magazine ging, wo er später Grafikdirektor wurde. Später gründete er sein eigenes Studio und arbeitete unter anderem für Apple, Nike und die Smithsonian Institution.

## Schriften (Auswahl)
- On Information Design. New York: Jorge Pinto Books, 2006. ISBN 9780977472406
- Ohne Worte. München: Heyne, 2007. ISBN 978-3-453-12061-7
- Eine Reise, ein Buch. Hamburg: G + J/RBA, 2013. ISBN 978-3-86690-375-3
- Crazy Competitions. Köln: Taschen, 2018. ISBN 978-3-8365-3908-1